# Legio V Iovia

Carte montrant la division de l’Empire romain entre les quatre tétraques.

La Legio V Iovia (litt : légion V consacrée à Jupiter)  fut une légion de l’armée romaine, créée par Dioclétien (r. 284-305) pour la protection de la province de Pannonie seconde.

## Histoire de la légion

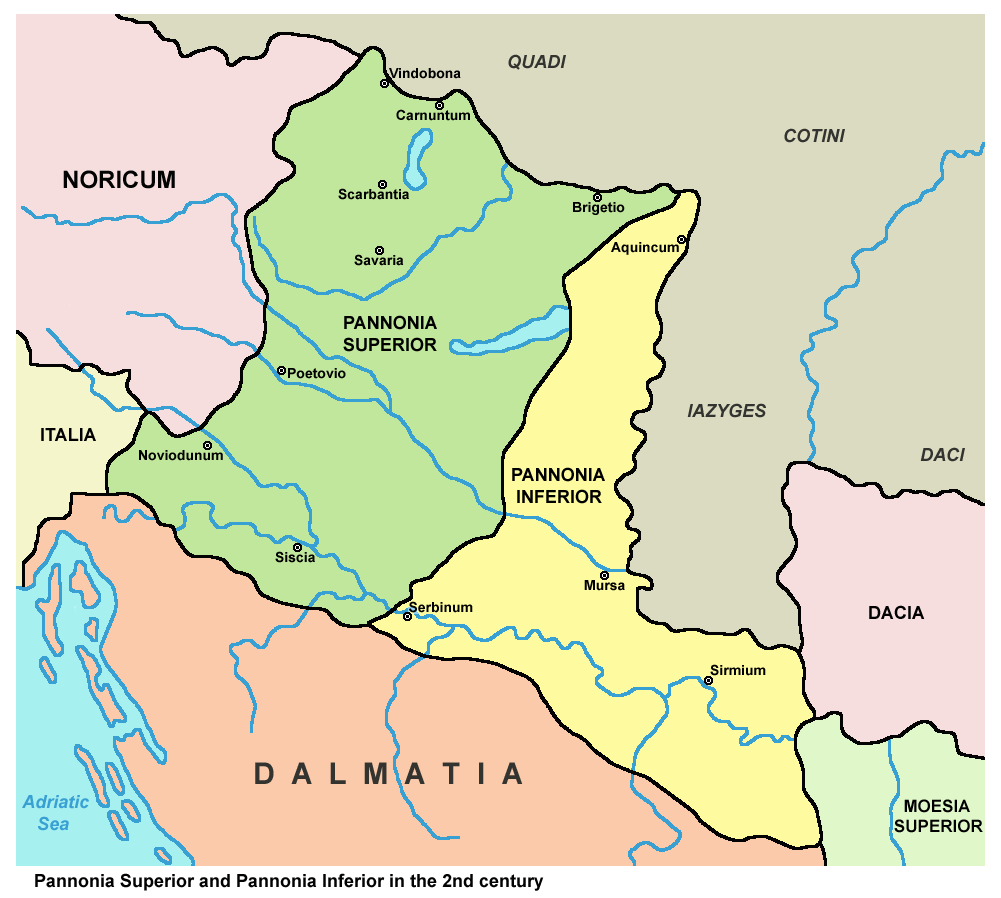
Les deux provinces de Pannonie au II.

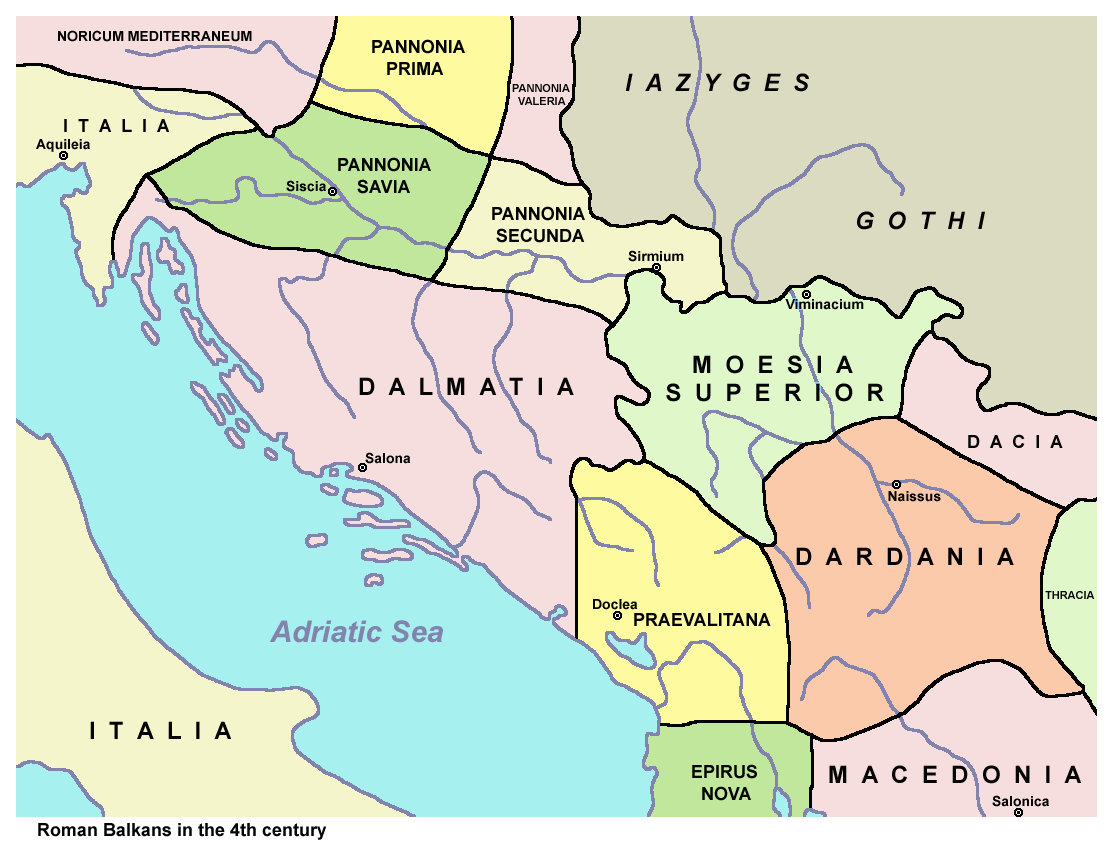
Les quatre provinces de Pannonie après la réforme de Dioclétien.

Au début de son règne en 293, Dioclétien procéda à des réformes en profondeur de l’administration et de la défense de l’empire. Après avoir créé la tétrarchie, système de gouvernement où chacun des deux Augustes (Dioclétien  et Maximien) était secondé par deux Césars (Galère et Constance), il subdivisa les provinces devenues trop vastes pour être administrées adéquatement, faisant passer leur nombre à plus de cent et créa une structure régionale regroupant celles-ci en douze diocèses,.
Il réorganisa également l’armée, créant pour chaque tétrarque une armée mobile (comitatenses), alors qu’un système de fortifications (limes) établi le long de la frontière était gardé par des unités permanentes (limitanei). Tout en conservant les 39 légions déjà existantes, mais dont nombre n’étaient pratiquement plus que l’ombre d’elles-mêmes, il leva au moins 14 nouvelles légions dont celle-ci. On vit également apparaitre de nouvelles unités auxiliaires regroupant sous de nouvelles dénominations, diverses unités à vocation spécialisée. Ainsi, au fort dit Castra ad Herculem, dans le coude du Danube, fut cantonné l’unité Auxilia Herculensia regroupant des troupes de choc et des cavaliers dalmates.
C’est dans le cadre de cette réorganisation et à la veille de la nomination de leurs successeurs que se déroula une conférence sous la présidence des deux Augustes, le Dalmate Dioclétien et le Pannonien Maximien à Carnutum (aujourd’hui Petronell-Bad Deutsch-Altenburg) qui vit la division des provinces de Pannonie supérieure et Pannonie inférieure en quatre : 
- Pannonia prima, au nord-ouest, capitale : Savaria ou Sabaria (aujourd’hui Szombathely en Hongrie)[5],[6];

- Pannonia Valeria, au centre, capitale : Soipianae (aujourd’hui Pécs en Hongrie);

- Pannonia Sava, au sud-ouest, capitale : Siscia (aujourd’hui Sisak en Croatie);

- Pannonia secunda au sud-est, capitale : Sirmium (aujourd’hui Srmeska Mitrovica en Serbie).

Deux légions furent alors créées pour la protection de la province de Pannonia secunda : la Legio V Iovia et la Legio VI Herculia. Le cognomen (surnom) de la légion V faisait référence au dieu Jupiter auquel Dioclétien aimait se comparer comme celui de la légion VI, consacrée à Hercule, faisait référence à Maximien, qui était l'adjoint de Dioclétien, comme le dieu Hercule, auquel se comparait Maximien, était l’assistant de Jupiter.
À titre de limitanei (garde-frontière), la légion fut d’abord stationnée à Castellum Bononia (aujourd’hui Widin en Bulgarie) et plus tard aussi à Castellum Onagrinum où, avec la Legio III Flavia (à Singidunum) et la VI Herculia (à Teutoburgium), elles avaient pour tâche principale la protection de la capitale, Sirmium .
Elle se trouvait toujours à Castellum Onagrinum lorsque fut écrite la Notitia Dignitatum, recension rédigée vers 400. Elle était alors sous les ordres du Dux Pannoniae. Cinq de ses cohortes, formant le corps de la légion, étaient stationnées à Bononia sous les ordres d’un Praefectus (préfet), alors qu’un autre préfet commandait un détachement à Burgenae, et qu’un troisième préfet commandait une unité mixte de la Legio V et de la Legio VI à Castellum Onagrium.
Ni l’emblème de la légion, ni l’insigne distinctif de son bouclier ne sont parvenus jusqu’à nous.